# Pinkpop

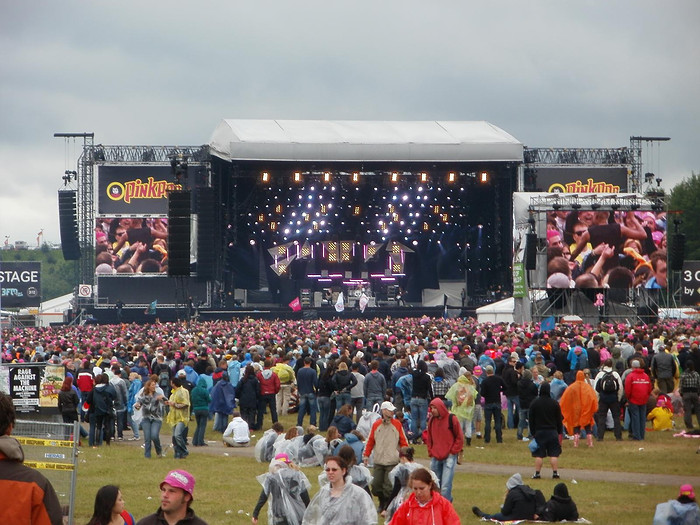
Pinkpop 2010

Pinkpop är en årlig musikfestival inom rock- och popmusik, grundad 1970. Festivalen hålls i Landgraaf i sydöstra Nederländerna och är den äldsta årliga festivalen i världen, enligt Guinness Book of world records.[källa behövs]
Pinkpop är en tredagars festival som hålls vanligen från lördag till måndag under pingsten (Pinksteren, därav namnet), med fyra separata scener. Festivalen besöks av ca 68 000 personer per dag. Efter den 44:e festivalen hade man haft totalt cirka 700 framträdanden och över 2 miljoner besök genom åren.